# Rino Benedetti
Rino Benedetti (* Ponte Buggianese, 18 de noviembre de 1928-† Lucca, 14 de junio de 2002). Fue un ciclista italiano, profesional entre 1951 y 1963, cuyos mayores éxitos deportivos los obtuvo en el Giro de Italia donde lograría 4 victorias de etapa, en la Vuelta a España donde conseguiría 1 victoria de etapa, y en el Tour de Francia con otro triunfo de etapa.

## Palmarés
| 1951 - Giro del Mendrisiotto 1952 - 1 etapa del Giro de Italia 1953 - 2 etapas de la Vuelta a Sicilia - G. P. Industria y Comercio de Prato 1954 - Coppa Sabatini 1955 - Trofeo Fenaroli - Giro Reggio Calabria - 2 etapas del Giro de Italia 1957 - 1 etapa de la Vuelta a España | 1958 - 2 etapas de la Vuelta a Suiza - 2 etapas de la Vuelta a Sicilia - Copa Ciudad de Busto Arsizio 1959 - 1 etapa del Giro de Italia - Coppa Sabatini - Giro del Veneto - Giro di Campania 1960 - 2.º en el Campeonato de Italia en Ruta 1961 - Trofeo Fenaroli - 1 etapa de los Cuatro días de Dunkerque - G. P. Quarrata 1962 - 1 etapa del Tour de Francia - 1 etapa de la Volta a Cataluña |

## Resultados en Grandes Vueltas
| Carrera         | 1952 | 1953 | 1954 | 1955 | 1956 | 1957 | 1958 | 1959 | 1960 | 1961 | 1962 | 1963 |
| --------------- | ---- | ---- | ---- | ---- | ---- | ---- | ---- | ---- | ---- | ---- | ---- | ---- |
| Giro de Italia  | 48   | Ab.  | 34º  | 49.º | 18.º | Ab.  | 37.º | 23.º | 18.º | Ab.  | 30.º | 39.º |
| Tour de Francia | -    | -    | -    | 42.º | -    | -    | -    | -    | -    | -    | 63.º | -    |
| Vuelta a España | -    | -    | -    | -    | -    | 36º  | -    | -    | -    | -    | -    | -    |